# زیاد الکرد
زیاد الکرد (عربی: زياد الكرد؛ زادهٔ ۱۵ ژانویهٔ ۱۹۷۴) بازیکن فوتبال اهل فلسطین بود.
از باشگاه‌هایی که در آن بازی کرده است می‌توان به باشگاه فوتبال آبها، باشگاه ورزشی الوحدات، و باشگاه فوتبال والنسین اشاره کرد.
وی همچنین در تیم ملی فوتبال فلسطین بازی کرده است.